# Anarkokapitalism

Den anarkokapitalistiska flaggan

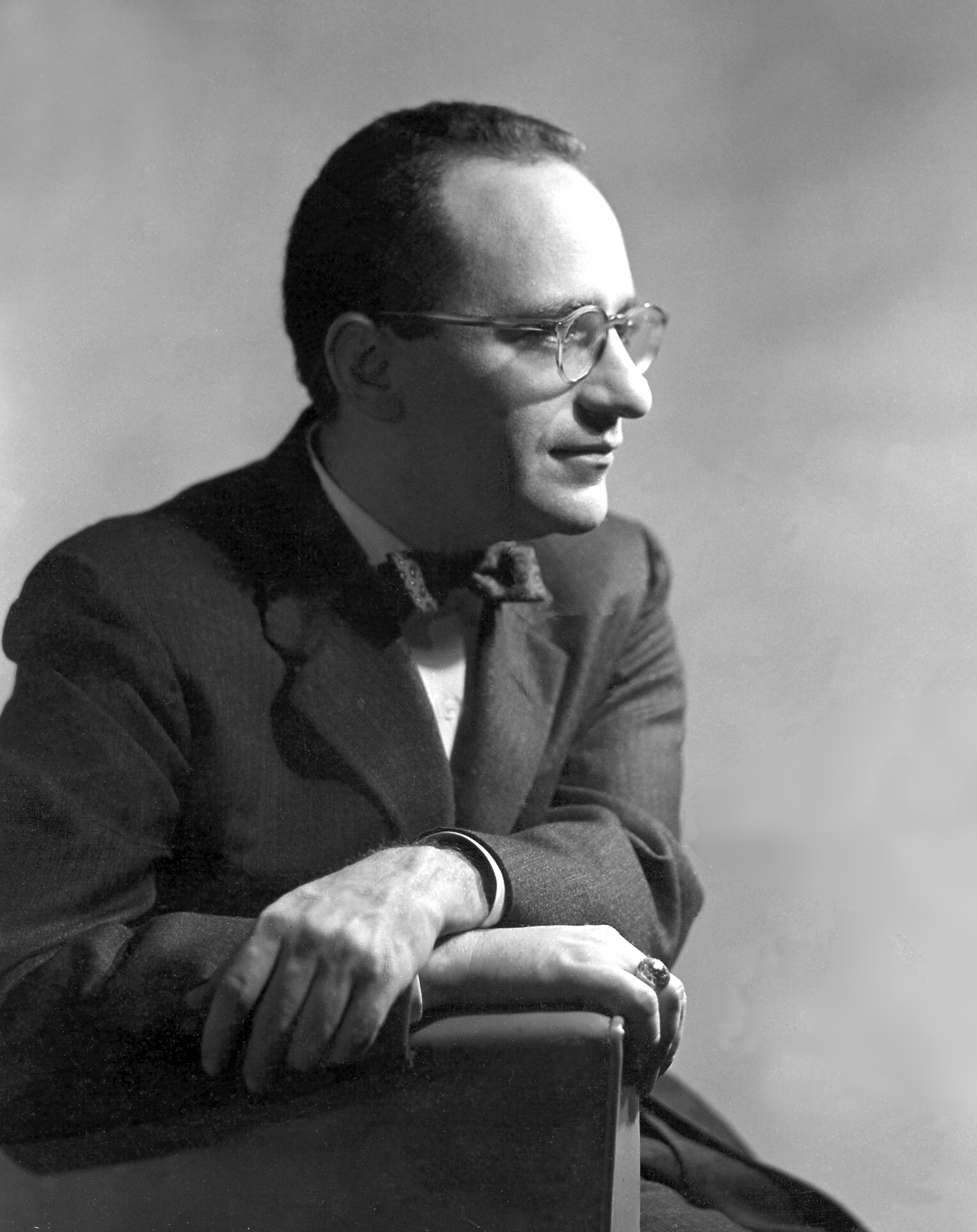
Murray Rothbard (1926–1995) brukar räknas som anarkokapitalismens grundare.

Anarkokapitalism eller, enligt vissa, marknadsanarkism (en form av individualanarkism) är en politisk filosofi som förespråkar ett statslöst samhälle med privat äganderätt. Medan den klassiska anarkismen förespråkar statens och kapitalismens avskaffande skiljer sig anarkokapitalismen i det att den enskilde förutom suveränitet över sig själv har rätt till privat egendom och förespråkar därför att polisväsende, domstolsväsende, försvarsmakt och alla andra säkerhetstjänster skall drivas privat genom frivillig finansiering på en fri marknad snarare än genom obligatorisk beskattning, fullständig avreglering av personliga och ekonomiska aktiviteter som inte inkräktar på andra människors privatliv, och en självreglerande marknad. Anarkokapitalister eftersträvar ett samhälle baserat på frivillig handel med privategendom (inklusive pengar, varor, jord och kapital) och tjänster för att maximera individernas frihet och välstånd, men värdesätter även social välfärd, välgörenhet och gemensamma anordningar som del av samma etik. Även om anarkokapitalister är kända för att hävda rätten till privategendom, så kan icke-statlig gemensam egendom samexistera i ett anarkokapitalistiskt samhälle. Det viktiga är att denna egendom förvärvas och överförs utan hjälp eller hinder från staten. Anarkokapitalistiska libertarianer anser att det enda legitima sättet att förvärva egendom på är genom frivillig handel, gåvor, eller arbetsbaserat ursprungligt förvärv, snarare än genom våld eller bedrägeri. Murray Rothbard myntade termen anarkokapitalism för att särskilja det från anarkism som förespråkar kollektivt ägande och motsätter sig alla typer av hierarkier.
Anarkokapitalister ser den fria kapitalismen som grunden för ett fritt samhälle. Rothbard definierade oreglerad kapitalism som "fredligt ömsesidigt utbyte", till skillnad från "korporativism" som han definierade som ett hemlighetsfullt partnerskap mellan näringsliv och regering som utövar våld för att underminera den fria marknaden. "Kapitalism", i anarkokapitalisters användning av begreppet, bör inte förväxlas med statlig monopolkapitalism, korrumperad kapitalism, korporativism eller nutida blandekonomi, där incitament skapas och avlägsnas genom statlig intervention. Anarkokapitalster förkastar således staten, på grund av uppfattningen att stater är aggressiva entiteter som stjäl egendom (genom beskattning och expropriering), initierar våldshandlingar, har våldsmonopol, använder sin tvångsmakt till att gynna vissa företag och individer på bekostnad av andra, skapar monopol, begränsar handeln, och personliga friheter genom droglagar, obligatorisk undervisning, värvning, lagar om mat och moral och så vidare. Anarkokapitalisters positiva förhållande till kapitalism utgör en stark spänning mellan dem och socialanarkister, som tenderar att misstro marknaden och anse att kapitalism till sin natur är auktoritär och följaktligen oförenlig med anarkistiska ideal.
Den första välkända varianten av anarkokapitalism formulerades av ekonomen och libertarianen Murray Rothbard i mitten av 1900-talet. Rothbard försökte förena delar från den österrikiska ekonomiska skolan, klassisk liberalism och tankarna hos de amerikanska individualanarkisterna Lysander Spooner och Benjamin Tucker (även om han förkastade deras arbetsvärdeteori och de normativa implikationer de drog från den). I den rothbardianska anarkokapitalismen skulle en libertariansk "juridisk kodex", som domstolarna svor sin trohet till, först accepteras allmänt. Denna juridiska kodex skulle erkänna individens suveränitet och principen om icke-aggression. I David D. Friedmans anarkokapitalism skulle däremot lagsystemen produceras för profit på en fri marknad, som han ansåg skulle leda till ett allmänt, om inte absolut, fritt samhälle. Rothbard grundade sin filosofi på en absolutistisk naturrätt, men gav även ekonomiska förklaringar till varför han ansåg att anarkokapitalism var att föredra även av pragmatiska skäl. Friedman hävdar att han inte förespråkar absoluta rättigheter, men att han heller inte är utilitarist, även om han anser att "utilitaristiska argument vanligtvis är det bästa försvaret av libertarianska åsikter". Hans-Hermann Hoppe använder i sin tur "diskursetik" som försvar av anarkism baserad på privat ägande, vilket mer liknar Rothbards anarkokapitalism.

## Filosofi

### Icke-aggression
| ” | "Jag definierar ett anarkistiskt samhälle som ett där det inte finns någon laglig möjlighet att initiera aggression mot en person eller personens egendom. Anarkister motsätter sig staten eftersom dess själva existens vilar på sådan aggression, i form av exproprieringen av privat egendom genom beskattning, den påtvingade exkluderingen av andra tillhandahållare av försvarstjänster från dess område, och all annan plundring och annat tvång dessa attacker på individuella rättigheter." -Murray Rothbard från Society and State | „ |

| Termen anarkokapitalism myntades i mitten av 1950-talet av ekonomen Murray Rothbard. Några andra termer som används för denna politiska filosofi är, på engelska: - anti-state capitalism - anti-state marketism - anarcho-liberalism - capitalist anarchism - market anarchism - free market anarchism - individualist anarchism - natural order - ordered anarchy - polycentric law - the private-law society - private-property anarchy - pure capitalism - radical capitalism - stateless capitalism - stateless society - stateless liberalism |

Anarkokapitalismen, som den formuleras av Rothbard och andra, trycker starkt på den centrala libertarianska "icke-aggressions-principen":
"[...] Libertarianismens grundläggande axiom säger att varje människa äger sig själv och har absolut rätt att bestämma över sin egen kropp. Detta innebär att ingen annan kan inkräkta på eller attackera någon annan. Det följer vidare att varje människa rättmätigt äger allt det som hon approprierat eller blandat sitt arbete med. "
Från dessa två axiom, självägarskapet och principen om "ursprungligt förvärv", har man försökt rättfärdiga hela systemet med privat äganderätt i en fri marknad. Inom detta system har varje person en rätt till sig själv, till donation, till arv (och omvänt, till att ärva), och till att byta legitimt ägda varor.
Rothbards försvar av självägarskapet utgörs av, vad han uppfattar som, en vederläggning av alla andra alternativ; det vill säga att en grupp människor kan äga en annan grupp av människor, eller att ingen enskild människa har fullt ägarskap av sig själv. Han avfärdar dessa två alternativ genom att hänvisa till de krav som en universal etik ställer, det vill säga en rättvis naturrätt som kan gälla för alla människor, oberoende av tid och plats. Det enda alternativet som återstår är enligt Rothbard självägarskap, som han anser vara både axiomatiskt och universellt.
Icke-aggressions-principen förbjuder våldsinitierande handlingar eller hot om sådana handlingar, mot personer (direkt våld, misshandel, mord) eller egendom (bedrägeri, rån, stöld, beskattning). Initierandet av våld benämns vanligen aggression eller tvång. Skillnaden mellan anarkokapitalister och andra libertarianer är i mångt och mycket den vikt de tillskriver detta axiom. Minarkistiska libertarianer vill begränsa staten till polisväsende, domstolsväsende och försvar, medan libertarianer kan ge staten något större befogenheter än dessa. Anarkokapitalister förkastar emellertid all form av statlig intervention; man definierar rentav staten som en våldsmonopolist som är den enda entiteten i samhället som tjänar sitt uppehälle från laglig aggression, en entitet som i sig själv kränker libertarianismens centrala axiom.
Vissa anarkokapitalister, såsom Rothbard, anammar icke-aggressions-principen som ett intrinsikalt moraliskt värde eller som del av en naturrättslig teori. Rothbard definierar anarkism i termer av detta axiom, närmare bestämt skall anarkism förstås som "ett system i vilket det inte finns något rättsligt utrymme för sådan aggression ['mot egendom eller person']" och "vad anarkismen då föreslår är avskaffandet av staten, det vill säga avskaffandet av det institutionella bruket av tvång" I en intervju i New Banner hävdade Rothbard att "kapitalismen är anarkismens mest fulländade uttryck, och anarkismen är kapitalismens mest fulländade uttryck." Andra, såsom Friedman, intar ett konsekventialistiskt eller egoistiskt perspektiv, och hävdar då att en lag om icke-aggression endast kan komma till stånd genom ett ömsesidigt kontrakt av egenintresserade parter som vill skydda sig från den andres våld.

### Egendom

#### Privat egendom
Två begrepp som är centrala för anarkokapitalismen är självägarskap och ursprungligt förvärv:
Var och en är den rättmätiga ägaren av sin egen fysiska kropp såväl som alla platser och naturgivna nyttigheter som man besitter och brukar med sin kropp, förutsatt att ingen annan redan har använt eller tagit samma platser och nyttigheter i besittning. Detta ägandeskap över "ursprungligt förvärvade" platser och nyttigheter som en person kan ha implicerar dennes rätt att använda och förändra dessa platser och nyttigheter helt efter eget tycke, förutsatt att man därmed inte utan samtycke även förändrar den fysiska integriteten hos andra platser och nyttigheter som har tillkommit en annan person genom ursprungligt förvärv. Platser och nyttigheter som, med John Lockes ord, har förvärvats genom att man "blandat sitt arbete" med dem, kan i synnerhet endast byta ägare genom frivilliga – kontraktsbaserade – överföringar av egendom från en tidigare till en senare ägare.
Detta är grunden för de anarkokapitalistiska äganderättigheterna, och det är här de skiljer sig från kollektivistiska former av anarkism som anarkokummunism, där produktionsmedlen ägs och kontrolleras av hela samhället och produkterna distribueras utefter individers behov. Anarkokapitalister förespråkar individuellt ägande av produktionsmedlen och arbetets produkter som är oavhängigt individers behov. Som Rothbard uttrycker det: "if every man has the right to own his own body and if he must use and transform material natural objects in order to survive, then he has the right to own the product that he has made". Egendom som har skapats genom arbete får endast byta ägare genom utbyten eller gåvor; påtvingade byten anses vara illegitima. En individ kan genom ursprungligt förvärv ta tidigare oägda resurser, inklusive jord, i besittning och kan genom att förbättra eller använda dem på något annat sätt komma att äga dem med samma "absoluta rätt" som sin egen kropp. Enligt Rothbard kan egendom endast uppstå genom arbete; därav följer att ett jordstycke inte kan komma att ägas legitimt endast genom att någon hävdar det eller bygger ett staket runt det. Det är endast genom att använda jorden – genom att blanda sitt arbete med den – som ursprungligt förvärv legitimeras: "Varje försök att göra anspråk på en ny resurs som inte någon använder skulle nödvändigtvis betraktas som en kränkning av äganderätten tillhörande den som först använde resursen." Rothbard noterar att resursen inte behöver fortsätta att användas för att förbli en persons egendom, "för när hans arbete har blandats med naturresursen förblir det hans ägda mark. Hans arbete har oåterkalleligt blandats med marken, och marken tillhör därför för evigt han eller den han ger den till." Moderna anarkokapitalister anser att det finns väldigt få (om ens några) jordområden kvar på jorden vars ägandeskap inte vid någon tidpunkt tillkommit genom tvång, genom statlig konfiskering eller privat konfiskering med hjälp av staten. Rothbard skriver,
Det räcker inte att bara kräva skydd av "privategendomens rättigheter"; det måste finnas en adekvat rättviseteori gällande äganderätt, såvida inte vilken egendom som helst som staten en gång har erkänt vara "privat" nu ska försvaras av libertarianer, oavsett hur orättmätig processen var eller skadliga dess konsekvenser.
Rothbard skriver i "Justice and Property Right" att "any identifiable owner (the original victim of theft or his heir) must be accorded his property". Vad gäller slaveri menar han att "the old plantations and the heirs and descendants of the former slaves can be identified, and the reparations can become highly specific indeed". Han anser att slavar har äganderätt till den jord som de tvingades arbeta på, i enlighet med principen om ursprungligt förvärv. Den egendom som kontrolleras av staten bör enligt Rothbard konfiskeras och återlämnas till den privata sektorn: "any property in the hands of the State is in the hands of thieves, and should be liberated as quickly as possible". Han föreslår exempelvis att statliga universitet ska övertas av sina studenter och anställda. Han stödjer även expropriering av privat egendom som har tillkommit genom statligt tvång, som företag som erhåller subventioner och andra statliga förmåner. Han föreslår att företag som får åtminstone 50% av sin inkomst från staten ska konfiskeras av arbetarna på företaget. Han skriver: "What we libertarians object to, then, is not government per se but crime, what we object to is unjust or criminal property titles; what we are for is not "private" property per se but just, innocent, non-criminal private property". Karl Hess säger i samma andra att "libertarianism wants to advance principles of property but that it in no way wishes to defend, willy nilly, all property which now is called private...Much of that property is stolen. Much is of dubious title. All of it is deeply intertwined with an immoral, coercive state system". Genom att erkänna en axiomatisk definition av privategendom och äganderätt förnekar anarkokapitalister statens legitimitet rent principiellt:
"Ty, förutom att fördöma sådana aktiviteter som mord, våldtäkt, intrång, rån, inbrott, stöld och bedrägeri, så är den privata egendomens etik också oförenlig med existensen av en stat definierad som en agent som har ett tvingande territoriellt monopol av beslutsfattande och/eller rätten att uppta skatt".

#### Intellektuell egendom
Åsikterna kring intellektuell egendom skiftar mellan anarkokapitalistiska teoretiker, från fullt stöd till fullständigt motsättande av intellektuell egendom. Rothbard menar att patent är tvingande monopolistiska privilegium uppbackade av staten, och säger att de inte skulle funnits i ett fritt samhälle, eftersom de förbjuder individer från att oberoende av varandra uppfinna samma sak. Å andra sidan menar han att upphovsrätt till viss del är kompatibelt med ett fritt samhälle. Hans argument går ut på att meddelandet av upphovsrätt på ett litterärt verk fungerar som ett frivilligt kontrakt som säger att användaren av verket ger upp sin rätt att kopiera det. Anarkokapitalisten Stephan Kinsella motsätter sig både patent och upphovsrätt.

## Anarkokapitalismens historiska föregångare

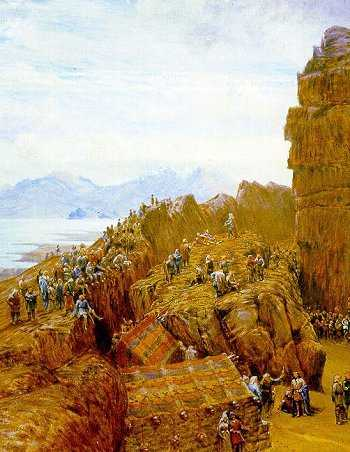
1800-talsmålning av Alltinget på Island under medeltiden, som skribenter som David Friedman och Roderick Long anser hade vissa anarkokapitalistiska drag.

Kritiker av anarkokapitalismen har hävdat att ideologin aldrig kan bli någonting mer än en utopi. Vissa har som svar på denna kritik pekat på historiska samhällen som enligt vissa haft anarkokapitalistiska drag.

### Medeltidens Island
Enligt David Friedman fungerade Island under en period under medeltiden under anarkokapitalistiska strukturer; "they might almost have been invented by a mad economist to test the lengths to which market systems could supplant government in its most fundamental functions". Utan att direkt kalla samhället för anarkokapitalistiskt hävdar Friedman att Island under perioden 930–1262 hade vissa anarkokapitalistiska drag. Han skriver: "Even where the Icelandic legal system recognized an essentially 'public' offense, it dealt with it by giving some individual (in some cases chosen by lot from those affected) the right to pursue the case and collect the resulting fine, thus fitting it into an essentially private system."

### Vilda västern
Enligt Terry L. Andersons och P. J. Hills forskning var vilda västern i USA under perioden 1830–1900 i viss utsträckning anarkokapitalistisk i och med att "private agencies provided the necessary basis for an orderly society in which property was protected and conflicts were resolved", och de nekar gängse uppfattning om vilda västern som någon kaotisk period där man saknade respekt för egendomsrätten.

## Anarkokapitalism och klassisk anarkism
Skillnaden mellan anarkokapitalism ("högeranarkism") och klassisk anarkism ("vänsteranarkism") finns i synen på äganderätten. Enligt anarkokapitalismen är äganderätten grunden för människans frihet, men enligt vänsteranarkismen så är äganderätten tvärtom grunden för förtrycket i samhället. Både anarkokapitalismen och vänsteranarkismen vill visserligen avskaffa staten, men detta av olika anledningar, och synen på hur samhället ska ordnas utan stat skiljer sig därvid också. Anarkokapitalism sätter en radikal kapitalism i motsats till staten, medan vänsteranarkismen i likhet med andra socialistiska ideologier ser staten och kapitalismen som allierade, och det i slutändan enda sättet att göra sig av med kapitalismen är att göra sig av med staten. Det omvända gäller dock inte: Anarkokapitalister är öppna för att den som vill inte ska behöva söka anställning eller vara entreprenör och det vore till exempel fullt möjligt att leva i ett icke-militant, socialistiskt, anarkistiskt kollektiv i ett anarkokapitalistiskt samhälle.

## Anarkokapitalism idag
Förutom den kanske mest välkände anarkokapitalisten David D. Friedman, finns det idag en rad olika tänkare som ansluter sig till ideologin. Bland dessa återfinns Randy Barnett, Ian Bernard, Walter Block, Per Bylund, Gene Callahan, Bryan Caplan, Hans-Hermann Hoppe, Scott Horton, Penn Jillette, Stephan Kinsella, Roderick Long, Carlo Lottieri, Wendy McElroy, Stefan Molyneux, Adam Kokesh Robert P. Murphy, Jan Narveson, Justin Raimondo, Lew Rockwell, Joseph Salerno, Jeremy Sapienza, George H. Smith, Joseph Sobran, Mark Thornton, Jeffrey Tucker, Petri H. Lundén och Thomas Woods.

## Kritik
Den anarkosyndikalistiska professorn Noam Chomsky har kritiserat anarkokapitalismen bland annat genom att säga:
“Anarkokapitalism är enligt mig en doktrin som skulle, om den någonsin skulle implementeras, leda till former av tyranni och förtryck med få motsvarigheter i mänsklighetens historia. Det finns inte en minsta chans att dessa (enligt mig förskräckliga) idéer skulle implementeras, för de skulle snabbt förgöra vilket samhälle som helst som valde att begå detta kolossala fel. Idén om ‘fria kontrakt’ mellan potentaten och hans svältande undersåte är ett sjukt skämt, kanske värt några minuter i ett akademiskt seminarium som utforskar konsekvenserna av dessa (enligt mig absurda) idéer, men ingen annanstans.“